# Garumukti
Garumukti is een bestuurslaag in het regentschap Garut van de provincie West-Java, Indonesië. Garumukti telt 3611 inwoners (volkstelling 2010).